# Fantasía española
Fantasía española es una película española de comedia estrenada en 1953, dirigida por Javier Setó y protagonizada en los papeles principales por Antonio Casal y Ángel de Andrés.
Cabe destacar que José Sazatornil, Trini Alonso y Mercedes Barranco iniciaron su trayectoria cinematográfica en esta película.

## Sinopsis
Dos caraduras sin recursos se transformarán por arte de magia en aristócratas con el propósito de ayudar a una familia de artistas sin trabajo.
Su idea es llenar de espectadores el local con sus representaciones y, además de ayudar a los artistas, podrán saldar sus propias deudas.

## Reparto
- Antonio Casal	como Rafael
- Ángel de Andrés como Pepe
- Paco Martínez Soria como Suave
- José Sazatornil como Sr. Bofill
- Trini Alonso como Choli
- Carmen de Ronda como Virginia
- Barta Barri como Toscatelli
- Carlos Otero como Jim
- María Dolores Pradera	como Ana María
- Mercedes Barranco	como Juli
- Manuel Gas como Taxista
- Emilia Clement como Madre de Ana María
- Antonio Casas	como Sr. Ramírez
- Modesto Cid como Maestro Juan
- Jesús Colomer	como Felipe
- Pedro Mascaró	como Piquín
- Francisco Pigrau como Secretario
- Luis Induni como Gerente del hotel